# Phil Chevron
Phil Chevron (ur. 17 czerwca 1957 w Dublinie, zm. 8 października 2013 tamże) – irlandzki muzyk, kompozytor, piosenkarz i gitarzysta grupy The Pogues.